# Fanfare Ciocărlia

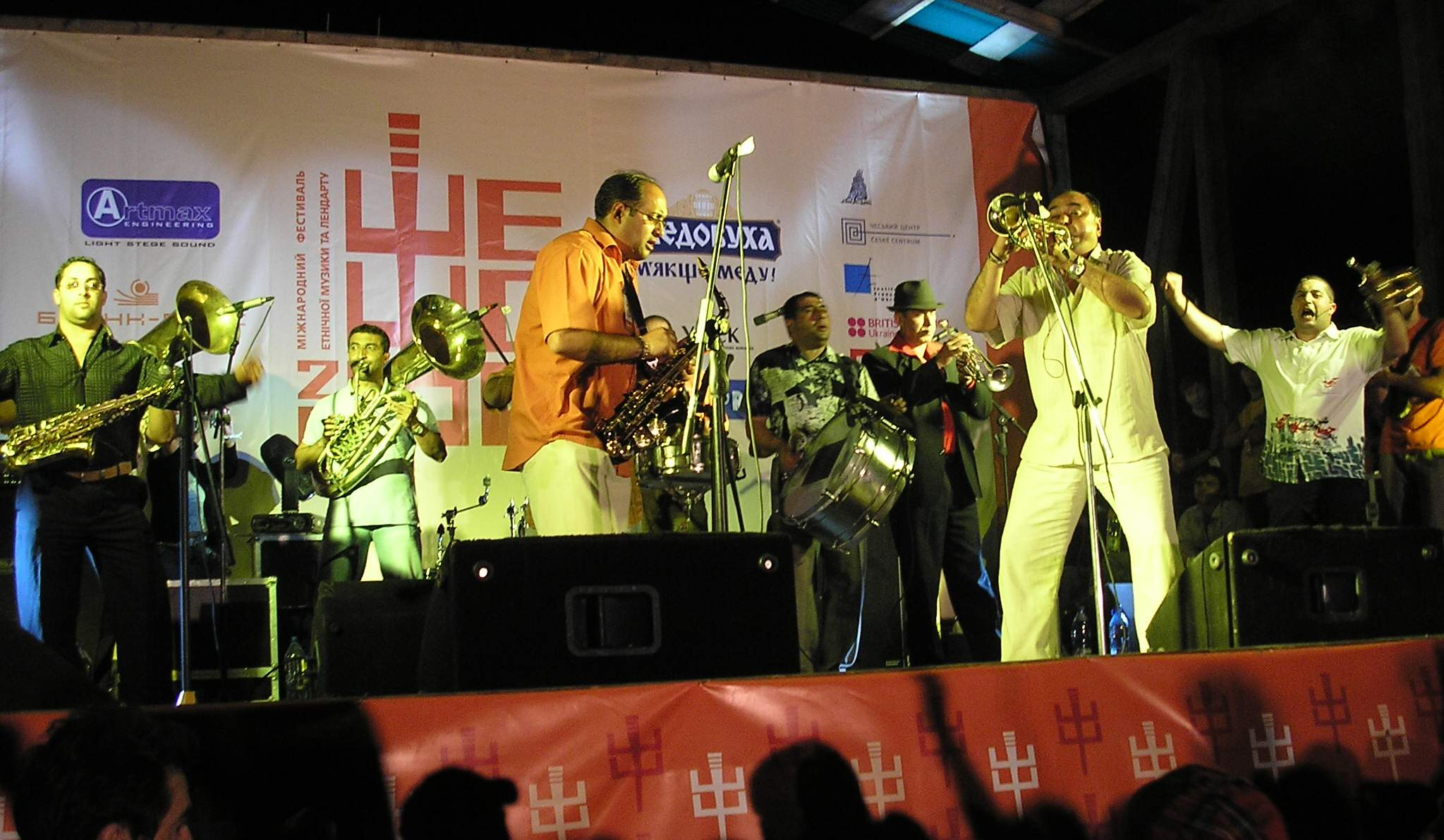
Ciocărlia

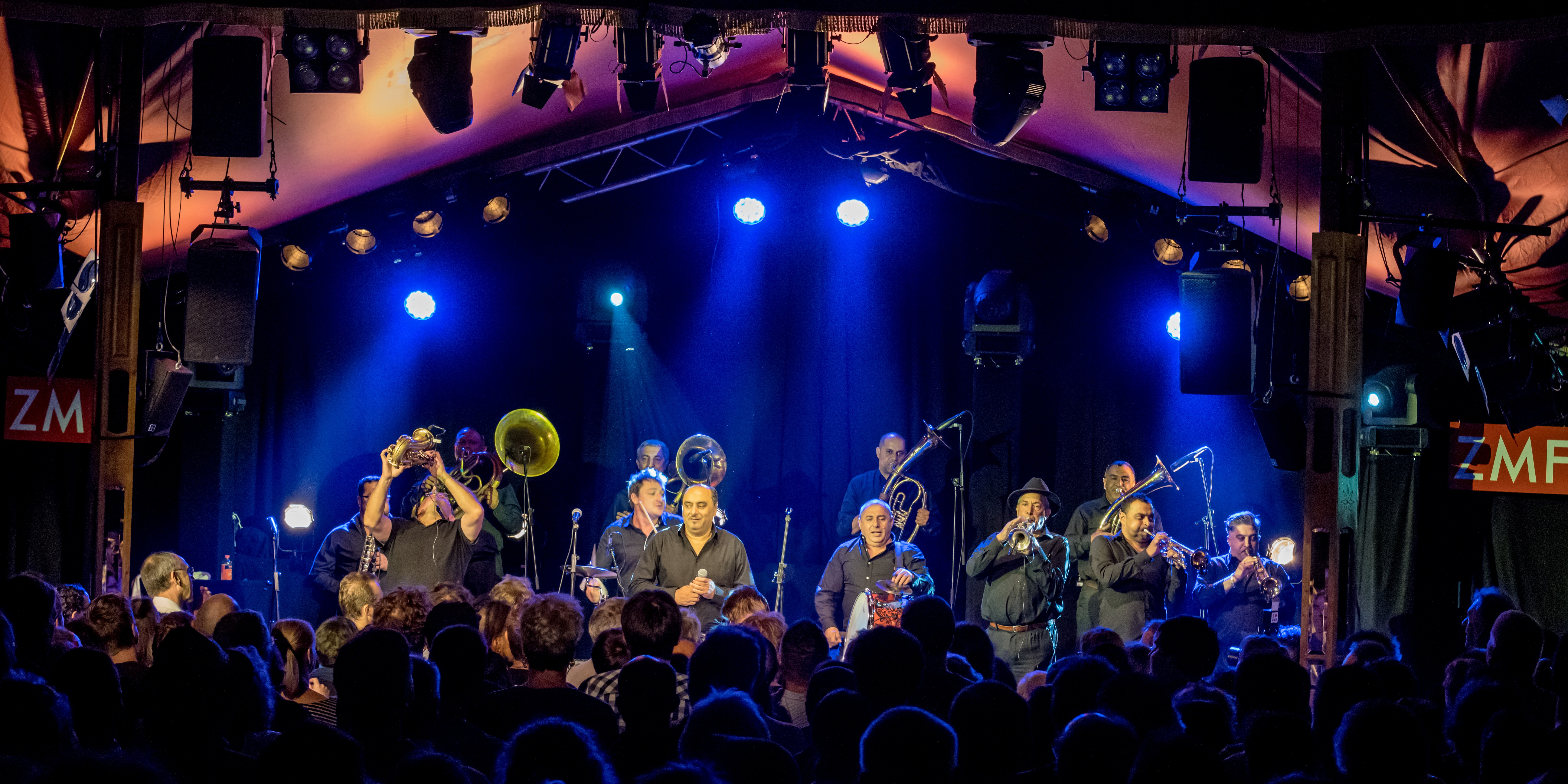
Fanfare Ciocarlia, Zelt-Musik-Festival 2017 Freiburg, Duitsland

Fanfare Ciocărlia is een 12-koppige band afkomstig uit Zece Prăjini in de gemeente Dagâța, Noord-Oost Roemenië. De bandleden behoren etnisch tot de Roma. De band is eind jaren '90 internationaal doorgebroken en heeft in meer dan 70 landen opgetreden.
Ze spelen traditioneel Roemeens, Roma en Oost Europees repertoire en bewerkingen van bekende liedjes (Born to be wild, James Bond Theme, Caravan, Summertime). Soms met plaatselijke bekende zangers.

## Bandleden
- Paul Marian Bulgaru - trompet
- Constantin "Șulo" Călin - tenortuba, zang
- Constantin "Pînca" Cântea - tuba
- Nicolae Ionița - percussie
- Daniel Ivancea - altsaxofoon, zang
- Ioan Ivancea - klarinet, zang (overleden in oktober 2006)
- Laurențiu Mihai Ivancea - baritontuba
- Oprică Ivancea - klarinet, altsaxofoon, zang
- Rădulescu Lazăr - trompet, zang
- Costică "Cimai" Trifan - trompet, zang
- Monel "Gutzel" Trifan - tuba
- Costel "Gisniac" Ursu - bassdrum

## Discografie
CD
- Radio Pascani (1998)
- Baro Biao - World Wide Wedding (1999)
- Iag Bari - The Gypsy Horns From The Mountains Beyond (2001)
- Gili Garabdi - Ancient Secrets of Gypsy Brass (2005)
- Queens and Kings (2007)
- Live (2009)
- Best of Gypsy Brass (2009)
- Balkan Brass Battle (met Boban & Marko Marković Orchestra) (2011)
- Devil's Tale (met Adrian Raso) (2011)
- On the Trans Balkan Highway (met Boban Marković & anderen)(2011)
- Balkan Brass Battle (met Boban & Marko Marković Orkestar) (2011)
- Onwards to Mars! (2016)
- It Wasn't Hard to Love You (2021)
- The Devil Rides Again (met Adrian Raso) (2025)

DVD
- Gypsy Brass Legends - The Story of the Band (2004)

## Films
Fanfare Ciocărlia heeft in 2002 een film opgenomen, genaamd Iag Bari - Brass On Fire. Hij werd geregisseerd door Ralf Marschalleck. De langspeelfilm heeft vele prijzen gewonnen. De film gaat over de groep Roemenen die in contact geraakt met de grote muziekwereld in de grote landen (en steden) zoals Duitsland, Italië, Amerika en Japan. De film won " The Best Documentary Award" op het Festival 'De Cine Documental Musical' in Barcelona en Madrid in november 2003. Het won ook de prijs voor de "Best Long Documentary Award" op het Roma Festival voor TV en Radio Productie "Golden Wheel" in Skopje, Macedonië.
In de film Gegen die Wand is op een bepaald moment Fanfare Ciocărlia te zien.
De band heeft een groot deel van de soundtrack van de film Borat Subsequent Moviefilm uit 2020 verzorgd.

## Prijzen
In 2006 heeft Fanfare Ciocărlia de 'BBC Radio 3 World Music Award' gewonnen in de categorie 'Europe'.
In 2022 won Fanfare Ciocărlia een Songlines Music Award in de categorie 'Europe' met hun album 'It Wasn't Hard to Love you'.